# Olvi
Olvi est une brasserie finlandaise et une entreprise de boissons non alcoolisées basée à Iisalmi.
Olvi est cotée à la Bourse d'Helsinki.

## Présentation
Le groupe Olvi a son siège social et son usine de production à Iisalmi.
Fondée en 1878, Olvi est la seule brasserie finlandaise indépendante depuis le XIXe siècle.
Les filiales du groupe Olvi sont situées en Estonie, en Lettonie, en Lituanie et en Biélorussie.
Parmi ses filiales, A. Le Coq est la deuxième plus grande entreprise de boissons en Estonie et Volfas Engelman (en) est la troisième plus grande entreprise de boissons en Lituanie. 
Olvi possède également des entreprises en Lettonie (Cesis Beer) et en Biélorussie (Lidskаe Piva).

## Principaux actionnaires
Au 29 février 2020 les principaux actionnires d'Olvi sont:
| Actionnaires                  | %     |
| Olvi                          | 15,71 |
| Patrimoine de Heikki Hortling | 4,84  |
| Varma                         | 4,00  |
| Ilmarinen oy                  | 3,26  |
| Odin Norden                   | 2,53  |